# Zippo

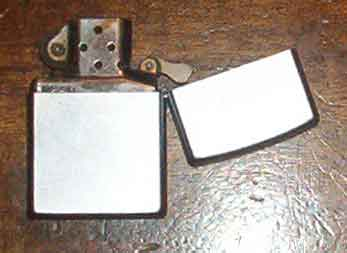
Een Zippo-aansteker

Zippo is de grootste producent van benzine-aanstekers.
Het voordeel van benzine als brandstof in een aansteker is dat deze ook goed werkt bij kou, vocht en wind.
De Zippo onderscheidt zich van andere aanstekers door de unieke vorm en het geluid dat je hoort als je de aansteker opent en sluit. Zippo geeft levenslange garantie op zijn aanstekers, elke reparatie aan een Zippo wordt gratis uitgevoerd.
Zippo werd in 1932 in Bradford (Pennsylvania) opgericht, toen George G. Blaisdell besloot een aansteker te ontwikkelen die er zowel goed uitzag alsook eenvoudig te bedienen was. Blaisdell verkreeg de rechten op een Oostenrijkse stormaansteker met afneembare kap en veranderde de vormgeving naar eigen inzicht. Hij maakte de behuizing rechthoekig en bevestigde de klep met een gelast scharnier aan het onderste gedeelte. De pit omhulde hij met een windbescherming. Geïnspireerd door een andere uitvinding in deze tijd, de ritssluiting, die in het Amerikaans 'zipper' heet, noemde hij de aansteker Zippo.
Vanaf de introductie op de Amerikaanse markt werd de aansteker al snel in gebruik genomen in het Amerikaanse leger, vanwege de betrouwbaarheid en functionaliteit in zware weersomstandigheden. Tijdens de Tweede Wereldoorlog werd de Zippo-aansteker zeer gewild bij Amerikaanse soldaten. Het bedrijf heeft nu nog steeds een slogan die luidt: "ceased production of lighters for consumer markets and dedicated all manufacturing to the U.S. military." Vrij vertaald betekent dit: "gestopt met de productie van aanstekers voor de consumentenmarkt en de productie volledig gewijd aan het Amerikaanse leger".